# Ryuichi Kihara
Ryuichi Kihara (jap. 木原 龍一 Kihara Ryuichi; ur. 22 sierpnia 1992 w Ichinomiya) – japoński łyżwiarz figurowy, startujący w parach sportowych z Riku Miurą. Brązowy medalista olimpijski z Pekinu (2022, drużynowo), uczestnik igrzysk olimpijskich (2014, 2018), dwukrotny mistrz (2023, 2025) i wicemistrz świata (2022, 2024), mistrz czterech kontynentów (2023), złoty medalista finału Grand Prix (2022) oraz pięciokrotny mistrz Japonii (2014, 2015, 2018-2020).

## Osiągnięcia

### Pary sportowe

#### Z Riku Miurą
| Zawody                           | 19–20          | 20–21          | 21–22          | 22–23          | 23–24          |                |                |                |                |                |                |                |                |                |                |                |                |
| Międzynarodowe                   | Międzynarodowe | Międzynarodowe | Międzynarodowe | Międzynarodowe | Międzynarodowe | Międzynarodowe | Międzynarodowe | Międzynarodowe | Międzynarodowe | Międzynarodowe | Międzynarodowe | Międzynarodowe | Międzynarodowe | Międzynarodowe | Międzynarodowe | Międzynarodowe | Międzynarodowe |
| -------------------------------- | -------------- | -------------- | -------------- | -------------- | -------------- | -------------- | -------------- | -------------- | -------------- | -------------- | -------------- | -------------- | -------------- | -------------- | -------------- | -------------- | -------------- |
| Zimowe igrzyska olimpijskie      |                |                | 7              |                |                |                |                |                |                |                |                |                |                |                |                |                |                |
| Mistrzostwa świata               | C              | 10             | 2              | 1              | 2              |                |                |                |                |                |                |                |                |                |                |                |                |
| Mistrzostwa czterech kontynentów | 8              |                |                | 1              | 2              |                |                |                |                |                |                |                |                |                |                |                |                |
| GP Finał Grand Prix              |                |                |                | 1              |                |                |                |                |                |                |                |                |                |                |                |                |                |
| GP Skate Canada International    |                | C              |                | 1              |                |                |                |                |                |                |                |                |                |                |                |                |                |
| GP Skate America                 |                |                | 2              |                |                |                |                |                |                |                |                |                |                |                |                |                |                |
| GP NHK Trophy                    | 5              |                | 3              | 1              |                |                |                |                |                |                |                |                |                |                |                |                |                |
| CS Autumn Classic International  |                |                | 1              |                | 2              |                |                |                |                |                |                |                |                |                |                |                |                |
| Krajowe                          |                |                |                |                |                |                |                |                |                |                |                |                |                |                |                |                |                |
| Mistrzostwa Japonii              | 1              | WD             | WD             |                |                |                |                |                |                |                |                |                |                |                |                |                |                |
| Zawody drużynowe                 |                |                |                |                |                |                |                |                |                |                |                |                |                |                |                |                |                |
| Zimowe igrzyska olimpijskie      |                |                | 3              |                |                |                |                |                |                |                |                |                |                |                |                |                |                |
| World Team Trophy                |                | 3 T 3 P        |                |                |                |                |                |                |                |                |                |                |                |                |                |                |                |

#### Z Miu Suzaki

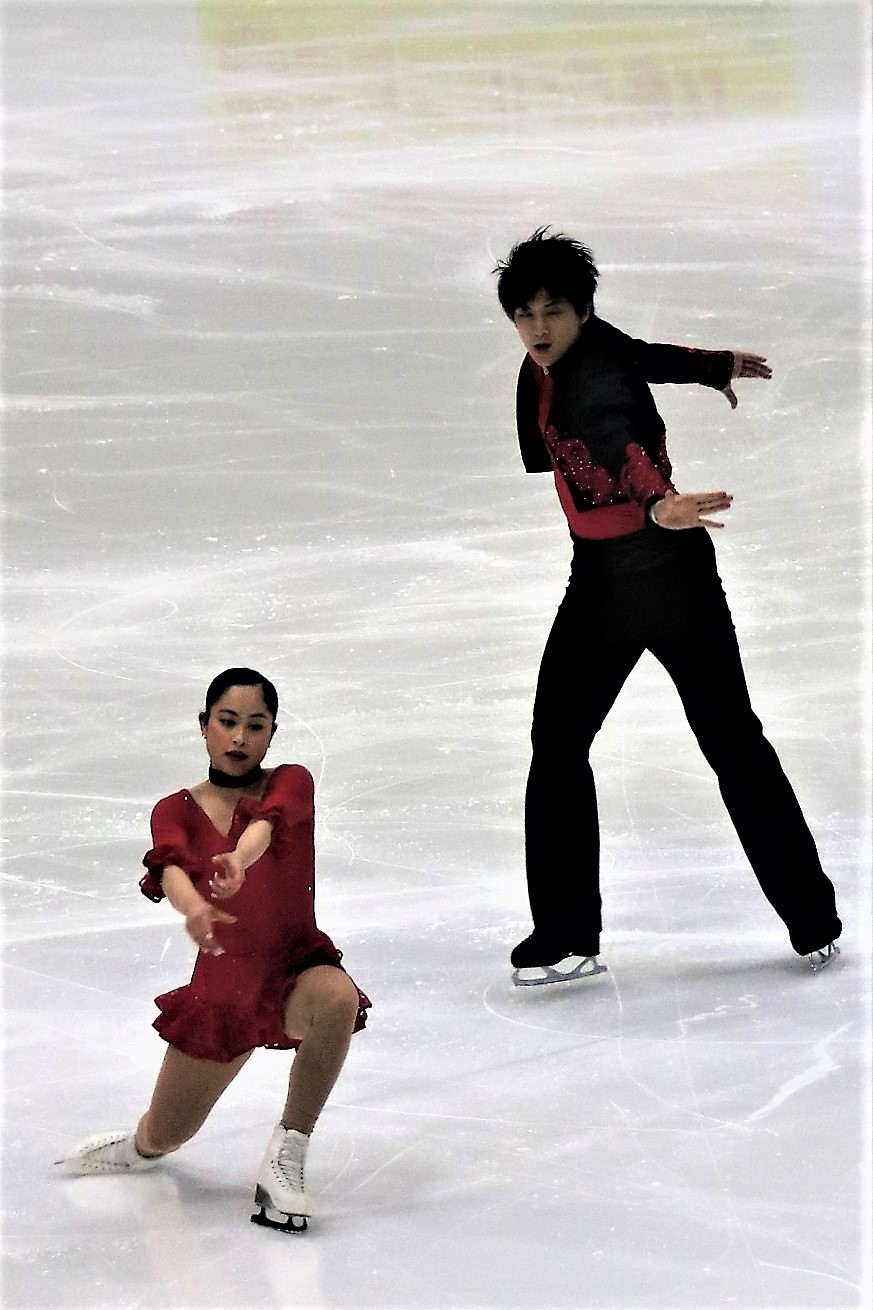
Ryuichi Kihara i Miu Suzaki podczas Grand Prix Helsinki 2018

| Zawody                           | 15–16          | 16–17          | 17–18          | 18–19          |                |                |                |                |                |                |                |                |                |                |                |                |                |
| Międzynarodowe                   | Międzynarodowe | Międzynarodowe | Międzynarodowe | Międzynarodowe | Międzynarodowe | Międzynarodowe | Międzynarodowe | Międzynarodowe | Międzynarodowe | Międzynarodowe | Międzynarodowe | Międzynarodowe | Międzynarodowe | Międzynarodowe | Międzynarodowe | Międzynarodowe | Międzynarodowe |
| -------------------------------- | -------------- | -------------- | -------------- | -------------- | -------------- | -------------- | -------------- | -------------- | -------------- | -------------- | -------------- | -------------- | -------------- | -------------- | -------------- | -------------- | -------------- |
| Zimowe igrzyska olimpijskie      |                |                | 21             |                |                |                |                |                |                |                |                |                |                |                |                |                |                |
| Mistrzostwa świata               |                |                | 24             | WD             |                |                |                |                |                |                |                |                |                |                |                |                |                |
| Mistrzostwa czterech kontynentów |                | 13             | 8              | WD             |                |                |                |                |                |                |                |                |                |                |                |                |                |
| GP Grand Prix Helsinki           |                |                |                | 8              |                |                |                |                |                |                |                |                |                |                |                |                |                |
| GP NHK Trophy                    |                |                | 8              | 8              |                |                |                |                |                |                |                |                |                |                |                |                |                |
| CS Finlandia Trophy              |                |                |                | 10             |                |                |                |                |                |                |                |                |                |                |                |                |                |
| Asian Open Trophy                |                | 3              | 2              |                |                |                |                |                |                |                |                |                |                |                |                |                |                |
| Krajowe                          |                |                |                |                |                |                |                |                |                |                |                |                |                |                |                |                |                |
| Mistrzostwa Japonii              | 3              | 2              | 1              | 1              |                |                |                |                |                |                |                |                |                |                |                |                |                |
| Zawody drużynowe                 |                |                |                |                |                |                |                |                |                |                |                |                |                |                |                |                |                |
| Zimowe igrzyska olimpijskie      |                |                | 5 T            |                |                |                |                |                |                |                |                |                |                |                |                |                |                |

#### Z Narumi Takahashi

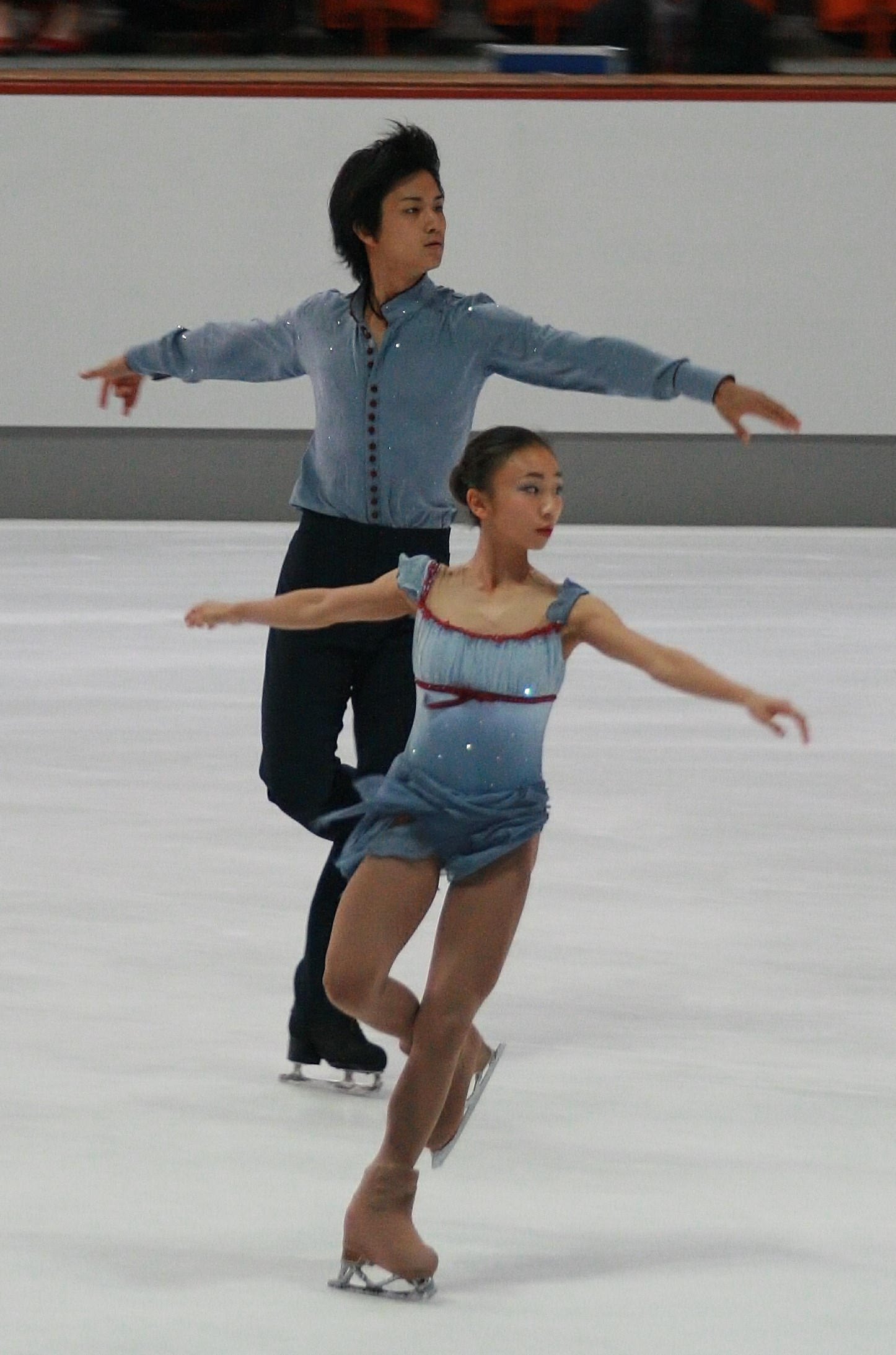
Ryuichi Kihara i Narumi Takahashi podczas Nebelhorn Trophy 2013

| Zawody                           | 13–14          | 14–15          |                |                |                |                |                |                |                |                |                |                |                |                |                |                |                |
| Międzynarodowe                   | Międzynarodowe | Międzynarodowe | Międzynarodowe | Międzynarodowe | Międzynarodowe | Międzynarodowe | Międzynarodowe | Międzynarodowe | Międzynarodowe | Międzynarodowe | Międzynarodowe | Międzynarodowe | Międzynarodowe | Międzynarodowe | Międzynarodowe | Międzynarodowe | Międzynarodowe |
| -------------------------------- | -------------- | -------------- | -------------- | -------------- | -------------- | -------------- | -------------- | -------------- | -------------- | -------------- | -------------- | -------------- | -------------- | -------------- | -------------- | -------------- | -------------- |
| Zimowe igrzyska olimpijskie      | 18             |                |                |                |                |                |                |                |                |                |                |                |                |                |                |                |                |
| Mistrzostwa świata               | 17             | 19             |                |                |                |                |                |                |                |                |                |                |                |                |                |                |                |
| Mistrzostwa czterech kontynentów |                | 10             |                |                |                |                |                |                |                |                |                |                |                |                |                |                |                |
| GP Rostelecom Cup                | 8              | 7              |                |                |                |                |                |                |                |                |                |                |                |                |                |                |                |
| GP NHK Trophy                    | 8              | 7              |                |                |                |                |                |                |                |                |                |                |                |                |                |                |                |
| CS Nebelhorn Trophy              |                | 7              |                |                |                |                |                |                |                |                |                |                |                |                |                |                |                |
| CS Autumn Classic International  | 9              |                |                |                |                |                |                |                |                |                |                |                |                |                |                |                |                |
| Lombardia Trophy                 | 7              |                |                |                |                |                |                |                |                |                |                |                |                |                |                |                |                |
| Nebelhorn Trophy                 | 11             |                |                |                |                |                |                |                |                |                |                |                |                |                |                |                |                |
| Krajowe                          |                |                |                |                |                |                |                |                |                |                |                |                |                |                |                |                |                |
| Mistrzostwa Japonii              | 1              | 1              |                |                |                |                |                |                |                |                |                |                |                |                |                |                |                |
| Zawody drużynowe                 |                |                |                |                |                |                |                |                |                |                |                |                |                |                |                |                |                |
| Zimowe igrzyska olimpijskie      | 5 T            |                |                |                |                |                |                |                |                |                |                |                |                |                |                |                |                |

### Soliści
| Zawody                                | 02–03          | 03–04          | 04–05          | 05–06          | 06–07          | 07–08          | 08–09          | 09–10          | 10–11          | 11–12          | 12–13          |                |                |                |                |                |                |
| Międzynarodowe                        | Międzynarodowe | Międzynarodowe | Międzynarodowe | Międzynarodowe | Międzynarodowe | Międzynarodowe | Międzynarodowe | Międzynarodowe | Międzynarodowe | Międzynarodowe | Międzynarodowe | Międzynarodowe | Międzynarodowe | Międzynarodowe | Międzynarodowe | Międzynarodowe | Międzynarodowe |
| ------------------------------------- | -------------- | -------------- | -------------- | -------------- | -------------- | -------------- | -------------- | -------------- | -------------- | -------------- | -------------- | -------------- | -------------- | -------------- | -------------- | -------------- | -------------- |
| International Challenge Cup           |                |                |                |                |                |                |                |                |                | 7              |                |                |                |                |                |                |                |
| NRW Trophy                            |                |                |                |                |                |                |                |                |                | 16             |                |                |                |                |                |                |                |
| Międzynarodowe: Kategorie młodzieżowe |                |                |                |                |                |                |                |                |                |                |                |                |                |                |                |                |                |
| Mistrzostwa świata juniorów           |                |                |                |                |                |                |                |                | 10             |                |                |                |                |                |                |                |                |
| JGP w Austrii                         |                |                |                |                |                |                |                |                | 10             |                |                |                |                |                |                |                |                |
| JGP na Białorusi                      |                |                |                |                |                |                |                | 9              |                |                |                |                |                |                |                |                |                |
| JGP w Estonii                         |                |                |                |                |                |                |                |                |                | 4              |                |                |                |                |                |                |                |
| JGP w Niemczech                       |                |                |                |                |                |                |                |                | 3              |                |                |                |                |                |                |                |                |
| JGP w Polsce                          |                |                |                |                |                |                |                |                |                | 3              |                |                |                |                |                |                |                |
| New Zealand Winter Games              |                |                |                |                |                |                |                | 2 J            |                |                |                |                |                |                |                |                |                |
| Krajowe                               |                |                |                |                |                |                |                |                |                |                |                |                |                |                |                |                |                |
| Mistrzostwa Japonii                   |                |                |                |                |                |                |                |                | 12             | 12             | 12             |                |                |                |                |                |                |
| Mistrzostwa Japonii juniorów          |                |                | 28             |                | 17             | 16             | 9              | 8              | 2              | 3              |                |                |                |                |                |                |                |
| Mistrzostwa Japonii novice            | 6 B            | 1 B            | 3 A            | 9 A            |                |                |                |                |                |                |                |                |                |                |                |                |                |

## Programy

### Pary sportowe

#### Z Riku Miurą
| Sezon   | Program krótki (SP)                                                                             | Program dowolny (FS)                                    | Pokazy mistrzów               |
| ------- | ----------------------------------------------------------------------------------------------- | ------------------------------------------------------- | ----------------------------- |
| 2021–22 | - Hallelujah – k.d. lang, oryg. Leonard Cohen choreografia: Julie Marcotte                      | - Woman – Shawn Phillips choreografia: Valérie Saurette |                               |
| 2020–21 | - Hallelujah – k.d. lang, oryg. Leonard Cohen choreografia: Julie Marcotte                      | - Woman – Shawn Phillips choreografia: Valérie Saurette | - Million Reasons – Lady Gaga |
| 2019–20 | - Wayward Sisters (z filmu Zwierzęta nocy) – Abel Korzeniowski choreografia: Allie Hann-McCurdy | - Fix You – Coldplay choreografia: Valérie Saurette     | - Million Reasons – Lady Gaga |